# Юрьевичи

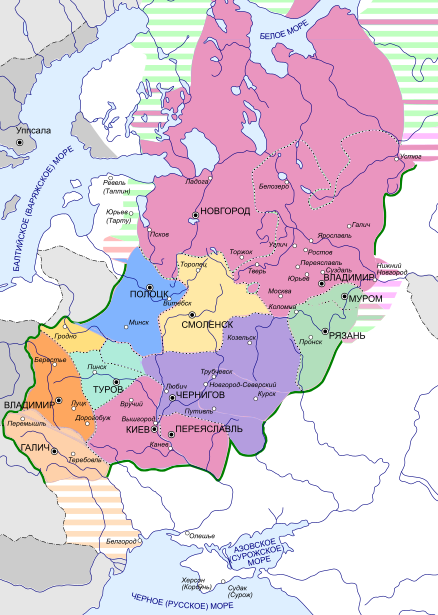
Княжества, управляемые в разное время суздальскими Юрьевичами

Юрьевичи (также Юрьевичи суздальские) — ветвь дома Рюриковичей от великого князя Киевского Юрия Долгорукого; правящая династия в Северо-Восточной Руси, Киевском княжестве (с перерывами), Переяславском княжестве, Новгородской земле (с перерывами), Московском княжестве и других княжествах, уделах.

## История
Междоусобная война на Руси (1146—1154) между Мстиславичами во главе с Изяславом и последним из младших Мономаховичей Юрием привела к обособлению Волынского княжества в династии потомков Изяслава и закреплением Переяславского княжества за суздальскими (с 1157 года владимирскими) Юрьевичами.
Если Юрий Долгорукий стремился к личному занятию киевского княжения, то его сын Андрей, уступавший в родовом старшинстве Ростиславу Мстиславичу смоленскому, сделал ставку на усиление княжеской власти в своём княжестве, изгнав из него братьев (1161). Андрею удавалось влиять на большинство русских княжеств и ненадолго посадить на киевское княжение своего брата Глеба (1169).
Пришедший к власти после смерти Андрея и междоусобицы Всеволод Большое Гнездо делал ставку лишь на взаимное ослабление претендентов на Киев, сам на юг походы не проводил.
Всеволод своим завещанием предопределил борьбу за власть между своими сыновьями, из-за чего уже смоленские князья смогли вмешаться во внутренние дела княжества. Но после перехода владимирского престола Юрию Всеволодовичу его братья и племянники безоговорочно признавали власть Юрия, хотя наметилось образование уделов под властью отдельных ветвей (Ростов, Ярославль, Углич, Белоозеро, Устюг — Константиновичи; Переяславль-Залесский, Тверь, Дмитров — Ярослав, Юрьев-Польский — Святослав, Стародуб — Иван). Те уделы, в которых пресекалась местная династия, как правило переходили во владение владимирского князя (Переяславль, Кострома, Городец).
Юрьевичи владимирские основали несколько великокняжеских династий: тверскую, суздальскую, московскую (Даниловичи). Московская ветвь Юрьевичей во второй половине XIV века получила владимирский великокняжеский престол в своё наследственное владение, возглавила процесс освобождения от монголо-татарского ига (до 1480) и объединение северо-восточных русских земель в единое государство, завершённый в начале XVI века. Во второй четверти XV века также произошла ожесточённая феодальная война между потомками Дмитрия Донского, в которой семейный принцип наследования взял верх над родовым. Тем не менее, в XV—XVI веках широко применялась практика репрессий к представителям боковых линий, хотя их владения были как правило довольно скромными и на московский престол они не претендовали, в результате чего эта ветвь угасла в 1597 году со смертью Фёдора Иоанновича.
Из Юрьевичей происходили в частности Шуйские, представитель которых Василий Иванович был царём в период Смутного времени.

## Родословная
- Юрий Долгорукий (1157†)
  - Ростислав (Яков) (?—1151), князь Новгородский (1138—1142, 1145), Котельницкий (1148—1149), Переяславский (1149—1151)
    - Мстислав (Иван) (?—1178), князь Новгородский (1160, 1175—1176, 1177—1178), Городец-Остёрский (1169—1171), Суздальский (1175-1176)
    - Ярополк (Федор), князь Поросский (1170—1173), Владимирский (1175—1176), Торжский (1177—1178, 1180—1181)

  - Андрей Боголюбский (?—1174), князь Вышгородский (1149—1150, 1155—1156), Пересопницко-туровский (1150—1151), Суздальский (1156—1169), Владимиро-Суздальский (1169—1174) (от Андрея Боголюбского — владимирский великокняжеский стол (?))
    - Изяслав (?—1165)
    - Мстислав (?—1173)
    - Глеб (?—1174)
    - Юрий (между 1160 и 1165—1194), князь Новгородский (1172—1175), царь Грузии (?) (ок. 1185—1187, 1189/1190)

  - Иван (?—1147), князь Курский (1146—1147)
  - Борис (?—1159), князь Белгородский (1149—1151), Туровский (1154—1157), Кидекшенский (1157—1159)
  - Глеб (?—1171†), князь Городец-Остёрский (1147, 1151—1152), Переяславский (1151, 1154—1169), великий князь Киевский (1169—1170, 1170—1171)
    - Владимир (?—1187), князь Переяславский (1169—1187)
    - Изяслав (?—1183†)

  - Василько, князь Суздальский (1149—1151), Поросский (1155—1161)
  - Мстислав, князь Пересопницкий (1150), Новгородский (1156—1157)
  - Михалко (?—1176), князь Торческий (1155—1159), Михайловский (1159—1169), великий князь Киевский (1171), князь Владимиро-Суздальский (1174—1175, 1176)
  - Ярослав (?—1166)
    - Ярослав (Гавриил) Мстиславич «Красный», князь Переяславль-Залесский (1176), Новгородский (1176—1177), Волоцкий (1177—1178), Переяславский (1196—1199)

  - Святослав (?—1174)
  - Всеволод Большое Гнездо (1154—1212), князь Остёрский (1169—?), великий князь Киевский (1173), князь Владимиро-Суздальский (1176—1212)
    - Константин (?—1218), князь Ростовский (1212—1216), Владимиро-Суздальский (1216—1218) (от Константина — ростовские князья)
      - Василько Константинович (1238†)
        - Борис Василькович (1277)
        - Глеб Василькович (1278)

      - Всеволод Константинович (1238†)
        - Василий Всеволодович (1249)
          - Анастасия, в браке с Фёдором Ростиславичем смоленским, наследником ярославского престола.

      - Владимир Константинович (1249)

    - Борис (1187—1188)
    - Глеб (?—1189)
    - Юрий (1188—1238), князь Владимиро-Суздальский (1212—1216, 1218—1238), Городецкий (1216), Суздальский (1216—1218)
      - Всеволод Юрьевич (князь новгородский) (1238†)
      - Мстислав Юрьевич (1238†)
      - Владимир Юрьевич (1238†)

    -  Ярослав (Федор) (1191—1246), князь Переяслав-Залесский (1212—1236), Новгородский (1214—1216, 1223, 1225—1228, 1231—1232, 1233—1236), великий князь Киевский (1236, 1238, 1243—1246), великий князь Владимирский (1238—1246)
      - Фёдор Ярославич (1233†)
      - Александр Невский (1263), великий князь Владимирский (125—1263)
        - Василий Александрович (князь новгородский) (1371)
        - Дмитрий Александрович (1294), великий князь Владимирский (1276—1280, 1282—1293)
        - Андрей Александрович (1304), великий князь Владимирский (1280—1282, 1293—1304)
          - Борис Андреевич (1303)
          - Михаил Андреевич (князь суздальский) (1311)?

        - Даниил Александрович (1303) (от Даниила — Даниловичи Московские)

      - Андрей Ярославич (1264), великий князь Владимирский (1249—1252)
        - Василий Андреевич (1309)
          - Александр Васильевич (1332), великий князь Владимирский (1327—1332)
          - Константин Васильевич (князь суздальский) (1355)
          - Андрей Константинович (1365)
          - Дмитрий Константинович (князь суздальский) (1383), великий князь Владимирский (1359—1363)
            - Василий Кирдяпа (1403)
            - Семён Дмитриевич (1402)
            - Иван Дмитриевич (суздальско-нижегородский княжич) (1377†)

          - Борис Константинович (1394)

        - Михаил Андреевич (князь суздальский) (1311)?

      - Михаил Хоробрит (1248†), великий князь Владимирский (1247—1248)
      - Константин Ярославич (1255)
      - Ярослав Ярославич (1272), великий князь Владимирский (1263—1272)
        - Святослав Ярославич (князь тверской) (1282/85)
        - Михаил Ярославич (князь владимирский) (1318†), великий князь Владимирский (1304—1317)
          - Дмитрий Михайлович Грозные Очи (1325†), великий князь Владимирский (1322—1325)
          - Александр Михайлович (князь владимирский) (1339†), великий князь Владимирский (1325—1327)
            - Всеволод Александрович (1364)
            - Михаил Александрович (князь тверской) (1399), великий князь Владимирский (1371)
              - Александр Михайлович Ордынец (1389)
              - Иван Михайлович (князь тверской) (1425)
                - Александр Иванович (1425)
                  - Борис Александрович (1461)
                    - Михаил Борисович (1505)

          - Константин Михайлович (1345)
          - Василий Михайлович (князь тверской) (1368)
            - Михаил Васильевич (князь кашинский) (1373)
              - Василий Михайлович (князь кашинский) (1382)

      - Василий Ярославич (1276), великий князь Владимирский (1272—1276)

    - Владимир (Дмитрий) (1193—1227), князь Юрьевский (1212—1214), Переяславский (1215—1217), Стародубский (залесский) (1217—1227)
    - Святослав (Гавриил) (1196—1252), князь Юрьевский (1214—1228), Переяславский (1228—?), Стародубский (залесский) (1234—1238), Суздальский (1238—1246), великий князь Владимирский (1246—1248) (от Святослава — юрьевские князья)
    - Иван (1247), князь Стародубский (залесский) (от Ивана — стародубские князья)